# Фомиха (заповідне урочище)
Фомиха — заповідне урочище місцевого значення. Об'єкт розташований на території Новоархангельського району Кіровоградської області, поблизу смт Новоархангельськ.
Площа — 15 га, статус отриманий у 2001 році. На карті Шуберта 1868 року видання, лист 26/9, урочище-хутір позначено як Хомихін, очевидно за прізвищем власника. Зміна топоніму, з великою імовірністю відбулася на хвилі післяреволюційної русифікації назв міст, сіл та вулиць на території України.